# Serie C 1946-1947 (Lega Interregionale Centro)
Lega Interregionale Centro fu l'ente federale che gestì uno dei tre tornei che composero il campionato di Serie C della stagione sportiva 1946-1947. Ricomprendendo le società aventi sede fra l'Emilia e il Lazio, fu organizzata dalla neonata Lega Interregionale Centro avente sede a Firenze.
Alla competizione parteciparono 83 squadre suddivise in sei gironi. Le prime classificate di ogni raggruppamento accedevano ad un unico girone finale che poneva in palio due posti per la promozione in Serie B. Per quanto riguarda le retrocessioni, si stabilì che sarebbero state condannate le peggiori tre società dell'ampio girone C, le ultime due del ristretto girone D, mentre nei restanti gruppi si sarebbe giocata una qualificazione fra le terzultime piazzate.

## Girone A

### Aggiornamenti
L'Unione Sportiva Parma Vecchia è stata spostata dalla Lega Interregionale Nord a quella Centro.

### Squadre partecipanti
| Club                      | Città              | Stagione precedente                                                                    |
| ------------------------- | ------------------ | -------------------------------------------------------------------------------------- |
| Amatori Bologna           | Bologna            | 12º in Serie C Alta Italia/I                                                           |
| Bondenese                 | Bondeno (FE)       | 2º in Serie C Alta Italia/I                                                            |
| Carpi                     | Carpi (MO)         | 1º in Serie C Alta Italia/I                                                            |
| Copparese                 | Copparo (FE)       | 1º in Prima Divisione Emilia-Romagna/G, ?º nel girone semifinale B, promossa d'ufficio |
| Crevalcore                | Crevalcore (BO)    | 1º in Prima Divisione Emilia-Romagna/F, ?º nel girone semifinale A, promosso d'ufficio |
| Finale Emilia             | Finale Emilia (MO) | 8º in Serie C Alta Italia/I                                                            |
| Gonzaga                   | Gonzaga (MN)       | 11º in Serie C Alta Italia/C                                                           |
| Guido Buscaroli Conselice | Conselice (RA)     | 1º in Prima Divisione Emilia-Romagna/D, ?º nel girone semifinale A, promosso d'ufficio |
| Mirandolese               | Mirandola (MO)     | 7º in Serie C Alta Italia/I                                                            |
| Panigale                  | BO-Borgo Panigale  | 12º in Serie B-C Alta Italia/C, retrocesso                                             |
| Parma Vecchia             | Parma              | 2º in Serie C Alta Italia/C                                                            |
| Pro Italia Correggio      | Correggio (RE)     | 10º in Serie C Alta Italia/C                                                           |
| Trancerie Mossina         | Guastalla (RE)     | 9º in Serie C Alta Italia/C                                                            |

### Classifica finale
|  | Pos. | Squadra                   | Pt | G  | V  | N | P  | GF | GS | DR  |
|  | ---- | ------------------------- | -- | -- | -- | - | -- | -- | -- | --- |
|  | 1.   | Centese                   | 36 | 26 | 16 | 4 | 6  | 54 | 27 | +27 |
|  | 2.   | Finale Emilia             | 34 | 26 | 15 | 4 | 7  | 50 | 28 | +22 |
|  | 2.   | Bondenese                 | 34 | 26 | 13 | 8 | 5  | 46 | 26 | +20 |
|  | 4.   | Copparese                 | 31 | 26 | 11 | 9 | 6  | 48 | 31 | +17 |
|  | 5.   | Panigale                  | 30 | 26 | 12 | 6 | 8  | 39 | 30 | +9  |
|  | 6.   | Parma Vecchia             | 29 | 26 | 12 | 5 | 9  | 45 | 47 | -2  |
|  | 7.   | Guido Buscaroli Conselice | 28 | 26 | 12 | 4 | 10 | 44 | 33 | +11 |
|  | 7.   | Pro Italia Correggio      | 28 | 26 | 10 | 8 | 8  | 38 | 39 | -1  |
|  | 9.   | Mirandolese               | 25 | 26 | 9  | 7 | 10 | 31 | 27 | +4  |
|  | 10.  | Carpi                     | 24 | 26 | 9  | 6 | 11 | 30 | 39 | -9  |
|  | 11.  | Gonzaga                   | 21 | 26 | 9  | 3 | 14 | 39 | 39 | 0   |
|  | 12.  | Trancerie Mossina         | 18 | 26 | 5  | 8 | 13 | 20 | 37 | -17 |
|  | 13.  | Crevalcore                | 17 | 26 | 6  | 5 | 15 | 33 | 58 | -25 |
|  | 14.  | Amatori Bologna           | 9  | 26 | 3  | 3 | 20 | 22 | 78 | -56 |

Legenda:
      Ammesso alla fase finale.
      Retrocesso in Prima Divisione 1947-1948.
 Ammesso agli spareggi salvezza intergirone.
Note:
Due punti a vittoria, uno a pareggio, zero a sconfitta.

## Girone B

### Aggiornamenti
- Urbino, Fano e Gubbio sono stati riammessi in Serie C.

### Squadre partecipanti
| Club             | Città                  | Stagione precedente                                                    |
| ---------------- | ---------------------- | ---------------------------------------------------------------------- |
| Baracca Lugo     | Lugo (RA)              | 10º in Serie C Alta Italia/I                                           |
| Faenza           | Faenza (RA)            | 4º in Serie C Alta Italia/I                                            |
| Fano             | Fano (PS)              | 12º in Serie C Centro-Sud/B, retrocesso e poi riammesso                |
| Forlimpopoli     | Forlimpopoli (FO)      | -                                                                      |
| Gubbio           | Gubbio (PG)            | 14º in Serie C Centro-Sud/B, retrocesso e poi riammesso                |
| Imolese          | Imola (BO)             | 8º in Serie C Alta Italia/I                                            |
| Jesina           | Jesi (AN)              | 1º in Prima Divisione Marche/B, 2º nel girone finale, promosso         |
| Ravenna          | Ravenna                | 3º in Serie C Alta Italia/I                                            |
| Riccione         | Riccione (FO)          | 11º in Serie C Alta Italia/I                                           |
| Rimini           | Rimini (FO)            | 6º in Serie C Alta Italia/I                                            |
| Sammaurese       | San Mauro Pascoli (FO) | 1º in Prima Divisione Emilia-Romagna/?, ?º nel girone finale, promosso |
| Urbino           | Urbino (PS)            | 12º in Serie C Centro-Sud/B, retrocesso e poi riammesso                |
| Vigor Senigallia | Senigallia (AN)        | 4º in Serie C Centro-Sud/B                                             |
| Vis Pesaro       | Pesaro                 | 6º in Serie C Centro-Sud/B                                             |

### Classifica finale
|  | Pos. | Squadra          | Pt | G  | V  | N  | P  | GF | GS | DR  |
|  | ---- | ---------------- | -- | -- | -- | -- | -- | -- | -- | --- |
|  | 1.   | Gubbio           | 35 | 26 | 14 | 7  | 5  | 38 | 16 | +22 |
|  | 2.   | Baracca Lugo     | 35 | 26 | 15 | 5  | 6  | 50 | 21 | +29 |
|  | 3.   | Vis Sauro Pesaro | 30 | 26 | 10 | 10 | 6  | 33 | 23 | +10 |
|  | 4.   | Rimini           | 29 | 26 | 12 | 5  | 9  | 33 | 30 | +3  |
|  | 4.   | Vigor Senigallia | 29 | 26 | 11 | 7  | 8  | 50 | 29 | +21 |
|  | 4.   | Jesi             | 29 | 26 | 12 | 5  | 9  | 34 | 36 | -2  |
|  | 7.   | Fano             | 27 | 26 | 10 | 7  | 9  | 36 | 32 | +4  |
|  | 7.   | Forlimpopoli     | 27 | 26 | 11 | 5  | 10 | 49 | 43 | +6  |
|  | 7.   | Faenza           | 27 | 26 | 10 | 7  | 9  | 40 | 35 | +5  |
|  | 10.  | Riccione         | 24 | 26 | 8  | 8  | 10 | 30 | 32 | -2  |
|  | 11.  | Imolese          | 23 | 26 | 8  | 7  | 11 | 29 | 33 | -4  |
|  | 12.  | Sammaurese       | 20 | 26 | 7  | 6  | 13 | 34 | 43 | -9  |
|  | 13.  | Edera Ravenna    | 19 | 26 | 7  | 5  | 14 | 22 | 44 | -22 |
|  | 14.  | Urbino           | 10 | 26 | 2  | 6  | 18 | 18 | 79 | -61 |

Legenda:
      Ammesso alla fase finale.
      Retrocesso in Prima Divisione 1947-1948.
 Ammesso agli spareggi salvezza intergirone.
Note:
Due punti a vittoria, uno a pareggio, zero a sconfitta.
Gubbio ammesso alla fase finale dopo aver vinto lo spareggio con l'ex aequo Baracca Lugo.
Sammaurese ed Edera Ravenna poi riammessi in Serie C.

#### Spareggio di qualificazione alle finali
|              | Risultati |        | Luogo e data           |
| ------------ | --------- | ------ | ---------------------- |
| Baracca Lugo | 0-2       | Gubbio | Pesaro, 13 maggio 1947 |
|              |           |        |                        |

## Girone C

### Squadre partecipanti
| Club                  | Città                                    | Stagione precedente                                                                                |
| --------------------- | ---------------------------------------- | -------------------------------------------------------------------------------------------------- |
| Aglianese             | Agliana (PT)                             | 1º in Prima Divisione Toscana/E, 2º nel girone finale, promosso                                    |
| Audace Ponsacco       | Ponsacco (PI)                            | 2º in Prima Divisione Toscana/D, promosso d'ufficio                                                |
| Forte dei Marmi       | Forte dei Marmi (LU)                     | ?º in Prima Divisione Toscana/A, ammesso d'ufficio a recupero della categoria di merito anteguerra |
| Lanciotto Ballerini   | Campi Bisenzio (FI)                      | ?º in Prima Divisione Toscana/B, ammesso d'ufficio                                                 |
| Massese               | Massa                                    | 1º in Prima Divisione Toscana/A, 1º nel girone finale, promosso                                    |
| Monsummanese          | Monsummano Terme (PT)                    | 1º in Prima Divisione Toscana/C, ?º nel girone finale, promosso d'ufficio                          |
| Montecatini           | Montecatini Terme (PT)                   | 11º in Prima Divisione Toscana/C, promosso d'ufficio                                               |
| Pietrasanta           | Pietrasanta (LU)                         | ?                                                                                                  |
| Pontasserchio         | Pontasserchio di San Giuliano Terme (PI) | ?º in Prima Divisione Toscana/B, promosso d'ufficio                                                |
| Pontedera             | Pontedera (PI)                           | 6º in Serie C Centro-Sud/A                                                                         |
| Santa Croce sull'Arno | Santa Croce sull'Arno (PI)               | 10º in Prima Divisione Toscana/C, promosso d'ufficio                                               |
| Sestese               | Sesto Fiorentino (FI)                    | ?º in Prima Divisione Toscana/B, promosso d'ufficio                                                |
| Signe                 | Signa (FI)                               | 6º in Serie C Centro-Sud/A                                                                         |
| Tettora Cascina       | Cascina (PI)                             | 4º in Prima Divisione Toscana/D, promosso d'ufficio                                                |
| Vigor Fucecchio       | Fucecchio (FI)                           | 4º in Prima Divisione Toscana/C, promosso d'ufficio                                                |

### Classifica finale
|  | Pos. | Squadra               | Pt | G  | V  | N  | P  | GF | GS | DR  |
|  | ---- | --------------------- | -- | -- | -- | -- | -- | -- | -- | --- |
|  | 1.   | Massese               | 42 | 28 | 17 | 8  | 3  | 66 | 18 | +48 |
|  | 2.   | Le Signe              | 37 | 28 | 14 | 9  | 5  | 60 | 31 | +29 |
|  | 3.   | Tettora Cascina       | 36 | 28 | 16 | 4  | 8  | 55 | 33 | +22 |
|  | 4.   | Pontedera             | 33 | 28 | 14 | 5  | 9  | 52 | 34 | +18 |
|  | 5.   | Santa Croce sull'Arno | 32 | 28 | 11 | 10 | 7  | 42 | 34 | +8  |
|  | 6.   | Forte dei Marmi       | 31 | 28 | 13 | 5  | 10 | 47 | 44 | +3  |
|  | 7.   | Aglianese             | 30 | 28 | 11 | 8  | 9  | 56 | 42 | +14 |
|  | 8.   | Montecatini           | 25 | 28 | 9  | 7  | 12 | 38 | 57 | -19 |
|  | 8.   | Pontasserchio         | 25 | 28 | 9  | 7  | 12 | 48 | 73 | -25 |
|  | 10.  | Vigor Fucecchio       | 24 | 28 | 8  | 8  | 12 | 33 | 40 | -7  |
|  | 10.  | Pietrasanta           | 24 | 28 | 9  | 6  | 13 | 31 | 53 | -22 |
|  | 12.  | Sestese               | 23 | 28 | 9  | 5  | 14 | 35 | 50 | -15 |
|  | 13.  | Monsummanese          | 23 | 28 | 8  | 7  | 13 | 38 | 43 | -5  |
|  | 14.  | Lanciotto             | 20 | 28 | 9  | 2  | 17 | 35 | 50 | -15 |
|  | 15.  | Audace Ponsacco       | 15 | 28 | 5  | 5  | 18 | 32 | 66 | -34 |

Legenda:
      Ammesso alla fase finale.
      Retrocesso in Prima Divisione 1947-1948.
 Retrocessione diretta.
Note:
Due punti a vittoria, uno a pareggio, zero a sconfitta.
Monsummanese retrocessa dopo aver perso lo spareggio salvezza contro l'ex aequo Sestese.
La stessa Monsummanese, il Lanciotto Ballerini e il Ponsacco furono poi riammessi in Serie C.

### Risultati

#### Spareggio salvezza
|              | Risultati |         | Luogo e data |
| ------------ | --------- | ------- | ------------ |
| Monsummanese | ?-?       | Sestese | ?, ? 1947    |
|              |           |         |              |

## Girone D

### Aggiornamenti
- Lucchese Empoli, Pistoiese e Carrarese sono state ammesse in Serie B su delibera della Lega Nazionale Centro-Sud, il Viareggio dal Consiglio Federale della FIGC.
- Orbetello, Sangiovannese e Montevarchi sono stati riammessi in Serie C.

### Squadre partecipanti
| Club                 | Città                                        | Stagione precedente                                                       |
| -------------------- | -------------------------------------------- | ------------------------------------------------------------------------- |
| Montevarchi          | Montevarchi (AR)                             | 14º in Serie C Centro-Sud/A, retrocesso poi riammesso                     |
| Arezzo               | Arezzo                                       | 8º in Serie C Centro-Sud/A                                                |
| Cecina               | Cecina (LI)                                  | 1º in Prima Divisione Toscana/F, ?º nel girone finale, promosso d'ufficio |
| Colligiana           | Colle di Val d'Elsa (SI)                     | 10º in Prima Divisione Toscana/D, promossa d'ufficio                      |
| Grosseto             | Grosseto                                     | 8º in Serie C Centro-Sud/A                                                |
| Orbetello            | Orbetello (GR)                               | 12º in Serie C Centro-Sud/A, retrocesso poi riammesso                     |
| Piombino             | Piombino (LI)                                | 6º in Prima Divisione Toscana/F, promosso d'ufficio                       |
| Poggibonsi           | Poggibonsi (SI)                              | 1º in Prima Divisione Toscana/D, 3º nel girone finale, promosso           |
| Pro Firenze          | Firenze                                      | ?                                                                         |
| Sangiovannese        | San Giovanni Valdarno (AR)                   | 13º in Serie C Centro-Sud/A, retrocesso poi riammesso                     |
| Solvay Rosignano     | Rosignano Solvay di Rosignano Marittimo (LI) | 6º in Prima Divisione Toscana/F, promosso d'ufficio                       |
| Stella Rossa Livorno | Livorno                                      | ?º in Prima Divisione Toscana/B, promosso d'ufficio                       |

### Classifica finale
|  | Pos. | Squadra              | Pt      | G  | V  | N | P  | GF | GS | DR  |
|  | ---- | -------------------- | ------- | -- | -- | - | -- | -- | -- | --- |
|  | 1.   | Grosseto             | 32      | 20 | 15 | 2 | 3  | 68 | 14 | +54 |
|  | 2.   | Piombino             | 25      | 20 | 10 | 5 | 5  | 40 | 23 | +17 |
|  | 2.   | Cecina               | 25      | 20 | 9  | 7 | 4  | 34 | 23 | +11 |
|  | 4.   | Arezzo               | 21      | 20 | 8  | 5 | 7  | 33 | 26 | +7  |
|  | 5.   | Orbetello            | 19      | 20 | 9  | 1 | 10 | 35 | 36 | -1  |
|  | 5.   | Poggibonsi           | 19      | 20 | 7  | 5 | 8  | 23 | 24 | -1  |
|  | 7.   | Montevarchi          | 18      | 20 | 5  | 8 | 7  | 24 | 34 | -10 |
|  | 7.   | Sangiovannese        | 18      | 20 | 7  | 4 | 9  | 20 | 36 | -16 |
|  | 9.   | Stella Rossa Livorno | 17      | 20 | 6  | 5 | 9  | 19 | 38 | -19 |
|  | 10.  | Solvay Rosignano     | 16      | 20 | 5  | 6 | 9  | 30 | 36 | -6  |
|  | 11.  | Pro Firenze          | 10      | 20 | 4  | 2 | 14 | 22 | 57 | -35 |
|  | ---  | Colligiana           | Esclusa |    |    |   |    |    |    |     |

Legenda:
      Ammesso alla fase finale.
      Retrocesso in Prima Divisione 1947-1948.
 Escluso a campionato in corso.
Note:
Due punti a vittoria, uno a pareggio, zero a sconfitta.
Colligiana e Pro Firenze furono poi riammesse in Serie C.

## Girone E

### Aggiornamenti
- Trionfale e Tivoli sono stati riammessi in Serie C.
- La Società Sportiva Juventus Roma si è fusa con la concittadina A.L.M.A.S. neopromossa in Serie C, nell'A.L.M.A.S. Juventus.
- La Società Sportiva Trastevere e l'Italia Libera Roma sono confluite (fondendosi) con la concittadina Associazione Sportiva Albala, promossa in Serie B, nell'Unione Sportiva Albatrastevere.

### Squadre partecipanti
| Club                      | Città                  | Stagione precedente                                                     |
| ------------------------- | ---------------------- | ----------------------------------------------------------------------- |
| ALMAS Juventus            | Roma                   | 10º in Serie C Centro-Sud/C                                             |
| Civita Castellana         | Civita Castellana (VT) | 10º in Serie C Centro-Sud/C                                             |
| Civitavecchiese           | Civitavecchia (RM)     | 7º in Serie C Centro-Sud/C                                              |
| Foligno                   | Foligno (PG)           | 2º in Serie C Centro-Sud/B                                              |
| Forza e Coraggio Avezzano | Avezzano (AQ)          | 7º in Serie C Centro-Sud/C                                              |
| L'Aquila                  | L'Aquila               | 6º in Serie C Centro-Sud/C                                              |
| AS Ostiense               | RM-Ostiense            | 2º in Prima Divisione Lazio/C, 3º nel girone finale, promosso d'ufficio |
| Poligrafico Roma          | Roma                   | 5º in Prima Divisione Lazio/C, promosso d'ufficio                       |
| Sora                      | Sora (FR)              | 7º in Prima Divisione Lazio/C, promosso d'ufficio                       |
| STEFER Roma               | Roma                   | 1º in Prima Divisione Lazio/B, 1º nel girone finale, promosso           |
| Tivoli                    | Tivoli (RM)            | 13º in Serie C Centro-Sud/C, retrocesso poi riammesso                   |
| Trionfale Roma            | RM-Trionfale           | 12º in Serie C Centro-Sud/C, retrocesso poi riammesso                   |
| Virtus Spoleto            | Spoleto (PG)           | 8º in Serie C Centro-Sud/B                                              |
| Viterbese                 | Viterbo                | 7º in Serie C Centro-Sud/C                                              |

### Classifica finale
|  | Pos. | Squadra                   | Pt | G  | V  | N  | P  | GF | GS | DR  |
|  | ---- | ------------------------- | -- | -- | -- | -- | -- | -- | -- | --- |
|  | 1.   | Civita Castellana         | 35 | 26 | 13 | 9  | 4  | 50 | 28 | +22 |
|  | 2.   | Virtus Spoleto            | 33 | 26 | 12 | 9  | 5  | 39 | 37 | +2  |
|  | 3.   | Sora                      | 31 | 26 | 12 | 7  | 7  | 42 | 32 | +10 |
|  | 4.   | Civitavecchiese           | 30 | 26 | 10 | 10 | 6  | 35 | 22 | +13 |
|  | 5.   | ALMAS Juventus            | 29 | 26 | 10 | 9  | 7  | 44 | 33 | +11 |
|  | 5.   | STEFER Roma               | 29 | 26 | 11 | 7  | 8  | 28 | 19 | +9  |
|  | 5.   | L'Aquila                  | 29 | 26 | 11 | 7  | 8  | 43 | 35 | +8  |
|  | 8.   | Forza e Coraggio Avezzano | 26 | 26 | 9  | 8  | 9  | 47 | 46 | +1  |
|  | 9.   | Tivoli                    | 25 | 26 | 9  | 7  | 10 | 50 | 38 | +12 |
|  | 10.  | Viterbo                   | 24 | 26 | 8  | 8  | 10 | 41 | 52 | -11 |
|  | 11.  | AS Ostiense               | 23 | 26 | 7  | 9  | 10 | 30 | 34 | -4  |
|  | 12.  | Poligrafico Roma          | 21 | 26 | 6  | 9  | 11 | 25 | 34 | -9  |
|  | 13.  | Foligno                   | 21 | 26 | 9  | 3  | 14 | 28 | 39 | -11 |
|  | 14.  | Trionfale Roma (-2)       | 6  | 26 | 2  | 4  | 20 | 29 | 82 | -53 |

Legenda:
      Ammesso alla fase finale.
      Retrocesso in Prima Divisione 1947-1948.
 Ammesso agli spareggi salvezza intergirone.
 Retrocessione diretta.
Note:
Due punti a vittoria, uno a pareggio, zero a sconfitta.
Il Poligrafico ebbe accesso agli spareggi salvezza battendo l'ex aequo Foligno in campo neutro. Dapprima retrocesso, il Foligno fu poi riammesso in Serie C.
Il Trionfale Roma è stato penalizzato con la sottrazione di 2 punti in classifica.

### Risultati
A.L.M.A.S. Juventus e Ostiense una partita in meno (mancante a questa classifica ma effettivamente disputata).

#### Spareggio salvezza
Fonti
|             | Risultati |         | Luogo e data          |
| ----------- | --------- | ------- | --------------------- |
| Poligrafico | 5-2       | Foligno | Rieti, 25 maggio 1947 |
|             |           |         |                       |

## Girone F

### Aggiornamenti
La Vastese, riammessa in Serie C (dopo la retrocessione della stagione precedente in Lega Nazionale Centro-Sud), è stata collocata nel relativo girone geografico della Lega Interregionale Centro.

### Squadre partecipanti
| Club              | Città                                     | Stagione precedente                                                                                |
| ----------------- | ----------------------------------------- | -------------------------------------------------------------------------------------------------- |
| Ascoli            | Ascoli Piceno                             | 10º in Serie C Centro-Sud/B                                                                        |
| Chieti            | Chieti                                    | 4º in Serie C Centro-Sud/B                                                                         |
| Fabriano          | Fabriano (AN)                             | ?º in Prima Divisione Marche/C, promosso d'ufficio                                                 |
| Fermana           | Fermo (AP)                                | -                                                                                                  |
| Giulianova        | Giulianova (TE)                           | 6º in Serie C Centro-Sud/B                                                                         |
| Maceratese        | Macerata                                  | 10º in Serie C Centro-Sud/B                                                                        |
| Portocivitanovese | Portocivitanova di Civitanova Marche (MC) | 3º in Prima Divisione Marche/D, promossa d'ufficio a recupero della categoria di merito anteguerra |
| Portorecanati     | Porto Recanati (MC)                       | 3º in Serie C Centro-Sud/B                                                                         |
| Sambenedettese    | San Benedetto del Tronto (AP)             | 9º in Serie C Centro-Sud/B                                                                         |
| Sangiorgese       | Porto San Giorgio (AP)                    | ?º in Prima Divisione Marche/D, promossa d'ufficio                                                 |
| Sulmona           | Sulmona (AQ)                              | 1º in Prima Divisione Abruzzi e Molise/B, ?º nel girone finale, promossa                           |
| Teramo            | Teramo                                    | 7º in Prima Divisione Abruzzi e Molise/C, promossa d'ufficio                                       |
| Tolentino         | Tolentino (MC)                            | 1º in Prima Divisione Marche/C, 1º nel girone finale, promossa                                     |
| Pro Vasto         | Vasto (CH)                                | 12º in Serie C Centro-Sud/E, retrocesso e poi riammesso                                            |

### Classifica finale
|  | Pos. | Squadra           | Pt | G  | V  | N | P  | GF | GS | DR  |
|  | ---- | ----------------- | -- | -- | -- | - | -- | -- | -- | --- |
|  | 1.   | Maceratese        | 43 | 26 | 18 | 7 | 1  | 77 | 23 | +54 |
|  | 2.   | Sambenedettese    | 42 | 26 | 19 | 4 | 3  | 87 | 22 | +65 |
|  | 3.   | Giulianova        | 28 | 26 | 12 | 4 | 10 | 31 | 25 | +6  |
|  | 4.   | Portocivitanovese | 27 | 26 | 12 | 3 | 11 | 34 | 46 | -12 |
|  | 5.   | Sulmona           | 26 | 26 | 11 | 4 | 11 | 41 | 35 | +6  |
|  | 6.   | Chieti            | 25 | 26 | 12 | 1 | 13 | 56 | 40 | +16 |
|  | 6.   | Fermana           | 25 | 26 | 10 | 5 | 11 | 36 | 40 | -4  |
|  | 8.   | Teramo            | 24 | 26 | 9  | 6 | 11 | 32 | 37 | -5  |
|  | 9.   | Tolentino         | 23 | 26 | 9  | 5 | 12 | 38 | 48 | -10 |
|  | 9.   | Vastese           | 23 | 26 | 8  | 7 | 11 | 31 | 52 | -21 |
|  | 11.  | Portorecanati     | 22 | 26 | 9  | 4 | 13 | 30 | 51 | -21 |
|  | 12.  | Ascoli            | 21 | 26 | 8  | 5 | 13 | 21 | 40 | -19 |
|  | 13.  | Sangiorgese       | 21 | 26 | 8  | 5 | 13 | 26 | 48 | -22 |
|  | 14.  | Fabriano          | 14 | 26 | 6  | 2 | 18 | 26 | 59 | -33 |

Legenda:
      Ammesso alla fase finale.
      Retrocesso in Prima Divisione 1947-1948.
 Ammesso agli spareggi salvezza intergirone.
 Retrocessione diretta.
Note:
Due punti a vittoria, uno a pareggio, zero a sconfitta.
L'Ascoli ebbe accesso agli spareggi salvezza battendo l'ex aequo Sangiorgese in campo neutro. Retrocesso non avendo superato gli spareggi salvezza intergirone, l'Ascoli fu poi riammesso in Serie C.

### Risultati

#### Spareggio salvezza
Fonti
|        | Risultati |             | Luogo e data           |
| ------ | --------- | ----------- | ---------------------- |
| Ascoli | 1-0       | Sangiorgese | Ancona, 18 maggio 1947 |
|        |           |             |                        |

## Finali promozione
|  | Pos. | Squadra           | Pt | G  | V | N | P | GF | GS | DR  |
|  | ---- | ----------------- | -- | -- | - | - | - | -- | -- | --- |
|  | 1.   | Centese           | 12 | 10 | 5 | 2 | 3 | 21 | 12 | +9  |
|  | 1.   | Gubbio            | 12 | 10 | 6 | 0 | 4 | 18 | 22 | -4  |
|  | 3.   | Grosseto          | 11 | 10 | 5 | 1 | 4 | 31 | 12 | +19 |
|  | 3.   | Maceratese        | 11 | 10 | 5 | 1 | 4 | 19 | 23 | -4  |
|  | 5.   | Massese           | 8  | 10 | 3 | 2 | 5 | 14 | 23 | -9  |
|  | 6.   | Civita Castellana | 6  | 10 | 3 | 0 | 7 | 17 | 28 | -11 |

Legenda:
      Promosso in Serie B 1947-1948.
Note:
Due punti a vittoria, uno a pareggio, zero a sconfitta.

## Spareggi salvezza intergirone

### Tabellone
|  | Semifinali | Semifinali        | Semifinali        | Semifinali | Semifinali |  |  | Finale | Finale           | Finale | Finale | Finale |  |
|  |            |                   |                   |            |            |  |  |        |                  |        |        |        |  |
|  | A          | Trancerie Mossina | Trancerie Mossina | ?          | ?          |  |  |        |                  |        |        |        |  |
|  | B          | Sammaurese        | Sammaurese        | ?          | ?          |  |  | B      | Sammaurese       | 4      | 0      | X      |  |
|  | E          | Poligrafico Roma  | Poligrafico Roma  | 2          | 4          |  |  | E      | Poligrafico Roma | 1      | 3      | Y      |  |
|  | F          | Ascoli            | Ascoli            | 0          | 1          |  |  |        |                  |        |        |        |  |

|             | Semifinali |             | Luogo e data           |  |
| ----------- | ---------- | ----------- | ---------------------- |  |
| ?           | ? - ?      | ?           | ?, ? 1947              |  |
| ?           | ? - ?      | ?           | ?, ? 1947              |  |
|             |            |             |                        |  |
| Poligrafico | 2 - 0      | Ascoli      | Roma, 8 giugno 1947    |  |
| Ascoli      | 1 - 4      | Poligrafico | Ascoli, 15 giugno 1947 |  |
|             |            |             |                        |  |

|             | Finali |             | Luogo e data                      |  |
| ----------- | ------ | ----------- | --------------------------------- |  |
| Sammaurese  | 4 - 1  | Poligrafico | San Mauro Pascoli, 22 giugno 1947 |  |
| Poligrafico | 3 - 0  | Sammaurese  | Roma, 29 giugno 1947              |  |
| Poligrafico | ? - ?  | Sammaurese  | Spareggio a ??, ?? luglio 1947    |  |
|             |        |             |                                   |  |

Poligrafico di Roma salvo dopo gli spareggi.

### Giornali sportivi
- La Gazzetta dello Sport, stagione 1946-1947, consultabile presso le Biblioteche:
  - Biblioteca Civica di Torino;
  - Biblioteca nazionale braidense di Milano;
  - Biblioteca Nazionale Centrale di Firenze;
  - Biblioteca Nazionale Centrale di Roma;
  - Biblioteca Civica Berio di Genova;
- e presso Emeroteca del C.O.N.I. di Roma (non è online ma è da consultare in sede) che conserva anche i giornali:
- Corriere dello Sport di Roma;
- Lo Stadio di Bologna;
- Tuttosport di Torino;

### Libri
- Almanacco illustrato del calcio 1948, Milano, Rizzoli editore, 1947.